# Sportovní hala Pulická
Sportovní hala Pulická je sportovní hala ve městě Dobruška v Královéhradeckém kraji. Hala má kapacitu 300 diváků (z toho 210 k sezení) a jako povrch má palubovku. Výstavba stála 100 milionů korun. Své domácí zápasy zde odehrává florbalový klub FBC Dobruška, jehož ženský tým hraje Extraligu žen.